# Xylosma obovata
Xylosma obovata là một loài thực vật có hoa trong họ Liễu. Loài này được (H. Karst.) Triana & Planch. miêu tả khoa học đầu tiên năm 1862.